# 신분범
신분범이란 구성요건이 행위의 주체로서 일정한 신분을 요구하는 범죄를 지칭하는 형법의 개념이다. 여기서 신분이란 남녀의 성별, 내외국인의 구별, 친족관계, 공무원의 자격과 같은 관계뿐만 아니라 널리 일정한 범죄행위에 대한 범인의 인적관계인 특수한 지위나 상태를 가리킨다.  

## 부진정신분범
부진정신분범이란 신분이 없는 일반인도 범죄가 성립하지만, 특정 신분(예: 친족, 공무원 등)이 있는 경우에는 형벌이 가중되거나 감경되는 범죄이다. 

### 예
- 존속살해죄: 일반 살인죄는 누구나 범할 수 있지만, 피해자가 자기의 직계존속(부모 등)일 경우 존속살해죄가 되어 형이 가중됨.
- 업무상 횡령죄: 횡령죄는 누구나 범할 수 있으나, ‘업무상’이라는 신분이 있으면 더 무거운 처벌을 받음.

### 진정신분범
특정한 신분(예: 공무원, 의사, 증인 등)이 있어야만 범죄가 성립하는 범죄로 해당 신분이 없는 사람은 그 범죄를 저질렀다 하더라도 법적으로 그 죄가 성립하지 않는다. 

## 참고 문헌
- 손동권, 『체계적 형법연습』, 율곡출판사, 2005. (ISBN 8985177915)